# Mutace
Mutace je změna genotypu. Mutace dělíme na mutace spontánní, jež vznikly chybou v replikačním a reparačním mechanismu DNA, a indukované, tj. uměle vyvolané mutageny. V širším pojetí se pod pojmem indukované myslí mutace vyvolané působením známého mutagenu, zatímco spontánní jsou ty ostatní. Opakem mutace je modifikace, tedy změna organismu nepostihující genetickou informaci.

## Typy mutací

### Podle úrovně, na níž působí
Mutace je možno klasifikovat podle jejich rozsahu. Některé mění jen jeden nukleotid DNA – tzv. bodové mutace – nebo jen několik málo nukleotidů. U těchto mutací menšího rozsahu rozlišujeme, zda byly nukleotidy přidány navíc oproti původnímu stavu (tzv. inzerce), odstraněny ze sekvence (delece) nebo vyměněny za jiné (substituce). Co se týče substitucí, rozlišuje se někdy substituce tranzicí (náhrada stejným typem báze – purinové purinovou (A, G) a pyrimidinové pyrimidinovou (C, T) a substituci transverzí (náhrada odlišným typem báze – purinové pyrimidinovou a obráceně). Mutace může proběhnout v některém z genů nebo v negenových oblastech, ale zpravidla mají závažnější důsledky mutace v genech, protože mohou změnit sekvenci bílkovin, které jsou v těchto genech zakódovány. Pokud mutace proběhne v genové oblasti, ale přesto nezpůsobí změnu aminokyselinové sekvence bílkoviny, hovoří se o tzv. tiché mutaci.
K rozsáhlejším mutacím patří ty, které zasahují celé jednotlivé chromozomy (chromozómové mutace) nebo dokonce mění počty chromozomů či jejich sad (genomové mutace). U genomových mutací dále rozlišujeme aneuploidie (změna počtu chromozomů) a polyploidie (změna počtu chromozomových sad).

### Podle typu zasažené buňky
- gametické – zasahují gamety, přenášejí se na potomstvo
- somatické – zasahují tkáně a orgány, do potomstva se nepřenášejí

### Podle vlivu na životaschopnost organismu
- vitální
- letální
- podmíněně letální (ts, sus)

### Podle úrovně, na níž působí
- dominantní – alela standardní
- recesivní – alela mutantní

## Vliv mutací
Mutace mají nejčastěji vliv negativní nebo žádný. Mutací, které pozitivně ovlivní vlastnosti organismu a kterým je přisuzován významný vliv na evoluci, je ve srovnání se škodlivými nebo neutrálními velmi málo.
Vliv mutace na organismus závisí na konkrétním případu. Obecně lze sice říci, že genomové mutace mají větší vliv než chromozómové aberace, a ty jsou zase významnější než mutace genové, leč je to opravdu velmi obecné tvrzení a v konkrétních případech nemusí platit.

## Četnost mutací
Četnost mutací se liší druh od druhu a v závislosti na prostředí, v němž se organismus nachází. Obecně lze říci, že četnost mutací roste s:
- rychlostí rozmnožování (čím častěji se organismus rozmnožuje, tím častěji mutuje)
- rostoucím vlivem mutagenů
- zhoršujícími se životními podmínkami a zdravotním stavem organismu

U člověka, který není vystaven nadměrnému působení mutagenů, se předpokládá spontánní vznik mutací s frekvencí 10−6 na buňku a generaci. Jelikož předpokládaný počet genů u člověka je zhruba 25 000, lze snadno odvodit, že člověk (a prakticky každý mnohobuněčný eukaryot) je vysoce chimérický organismus – organismus skládající se z buněk, které obsahují rozličné mutace. Většina mutací má ovšem význam jen pro konkrétního jedince, neboť se nacházejí v tělních buňkách, které nemají šanci předat svoji mutaci dalším generacím (toto samozřejmě platí pouze u organismů, které nemají schopnost nepohlavního rozmnožování).

## Cílenost
Až na výjimky bylo prokázáno, že mutace vznikají náhodně a nikoliv cíleně (záměrně, účelově). Ke slavným experimentům, které toto ukázaly, patří replikovací test a fluktuační test provedené na bakteriálních koloniích. Výjimkami, které potvrzují pravidlo, jsou zejména někteří parazitičtí prvoci (např. trypanozomy či leishmanie), které se tím snaží lépe unikat imunitnímu systému, a dále možná také některé prvky tvorby protilátek u obratlovců.